# Achaea dejeanii
Achaea dejeanii is een vlinder van de familie van de spinneruilen (Erebidae). De wetenschappelijke naam van deze soort is voor het eerst voorgesteld als Ophiusa dejeanii door Jean Baptiste Boisduval in een publicatie uit 1833.
De soort komt voor op Madagaskar.